# デトロイトりんご会補習授業校
デトロイトりんご会補習授業校（英語：The Japanese School of Detroit (JSD) "デトロイト日本語学校"）はデトロイトで土曜日だけ行う、日本語教育プログラムである。しばしばリンゴ会とも呼ばれる。2011年12月現在約800人の生徒がいる。

この会の目的は滞米国中の日本人の子供に、日本語教育を施し、日本での教育を補完するカリキュラムを教えることである。生徒は日本に帰国してから日本の教育環境になじむことができる。日本人の家族は平均3-5年米国に滞在する。

## 歴史
この学校は1973年にこの地の日本の会社（複数）から設立された。 当初は僅か23名の生徒が入学した。 この学校を運営するためにボランティアがデトロイト日本協会（英語：the Japanese Society of Detroit）を設立した。
1990年までには3か所で授業は行われた。3年間は日本文化と日本語のクラスは土曜日に行われた。
2008年現在、学校（JSD）には1,012人の生徒がいる。115人は幼稚園生、690人は小学校生徒(1年から6年生） 158人は中学校生徒（7年生から9年生） and 49人は高校の学生（10年生から12年生）である。創立前は、幼稚園3年生からミシガン州バーミングハム(Birmingham)のウエストメープル小学校 (West Maple Elementary School)、4から12年生はシーホルム高校(Seaholm High School)に通学していた。
2010年に、この学校はミシガン州 ノバイに移動すると発表した。ノバイ・コミュニティ学区との10年の契約でノバイメドウス小学校でこのクラスを行うことになった。
2011年の夏に、バーミングハムからノバイへ移動した。ノバイ学校のスーパーインテンデント（学区長） (Superintendent)を務めるスティーヴ・マシューズ(Steve Matthews)はこの移動により日本人が多く流入してくることを期待すると述べた。

## 授業の実際
2012年現在、幼稚園から高校まで合計約800人の生徒がいる。 日本政府からこの学校に任命された校長が一人、二人の副校長がいる。任命期間は3年間で、多くの父兄のボランティアの協力を得て管理者として指導力を発揮する。授業は年に42ある土曜日に行う。代表的な土曜日の例では、1時間目は午前9時に始まる。6時限目 （6 periods）以上あり、休憩時間と昼食の時間がある。午後3時には終了する。生徒は遠い所ではカナダのウインザー、ほか、アナーバー、レイクオリオン (Lake Orion)、ミッドランドからも車で通学する。学校は日本と同様、4月に始まり3月に終わる。

全ての授業は完全に日本語で、日本で使用される教科書を使って行われる。小学校下学年では国語と数学が教えられる。4年目から社会が、7年目から理科などが追加される。高校では、数学、英語、歴史、現代日本、日本の古典も教えられる。
日本で特有な学校の行事は強調されている。それは運動会、始業式、終業式、卒業式などである。